# La canzone che scrivo per te
La canzone che scrivo per te è un singolo pubblicato nel 2001 che vede la collaborazione del gruppo italiano dei Marlene Kuntz e della cantante inglese Skin, "front woman" degli Skunk Anansie. Il brano è stato estratto dal disco dei Marlene Kuntz Che cosa vedi.

## Tracce
1. La canzone che scrivo per te
2. Infinità (Here Remix)
3. Come stavamo ieri (Teho Remix)
4. La vampa delle Impressioni (Live)

## Classifiche
| Classifica (2000) | Posizione massima |
| ----------------- | ----------------- |
| Italia            | 8                 |